# شدراك يوسف
شدراك يوسف (بالسريانية: ܫܕܪܟ ܢܘܣܦ) (1 تموز/يوليو 1942 - 5 آب/أغسطس 2025) هو لاعب عراقي سابق، في مركز خط وسط، لعب ضمن منتخب العراق لكرة القدم في نهائيات كأس آسيا عام 1972، لعب للمنتخب الوطني بين عامي 1965 و1973. فاز بكأس العرب عامي 1964 و1966، ثم قرر الاعتزال بعد تصفيات كأس العالم 1974.

## حياته
ولد شدراك يوسف في الحبانية بالعراق لعائلة آشورية وانضم إلى الفريق المحلي قبل أن ينتقل إلى منتخب تربية الرمادي ومنه انضم إلى فريق الفرقة الرابعة وبعد ذلك لعب مع فريق الفرقة الثالثة حتى نهاية مشواره الرياضي. كما شارك في 31 مباراة دولية مع المنتخب العراقي سجل خلالها هدفين. وحقق كأس العرب 1966 في بغداد مع منتخب العراق وشارك مع المنتخب العسكري وحقق كاس العالم العسكرية 1972 اعتزل شدراك عن اللعب بشكل مفاجيء سنة 1975. حصل على لقب أفضل لاعب في كأس العرب 1966
أشرف على تدريب عده فرق منها منتخب العراق النسوي لكرة القدم غير أنه اعتزل العمل التدريبي مبكرا سنة 1979 واتجه نحو التعليق الرياضي حيث أصبح إحدى أشهر الوجوه الإعلامية الرياضية في العراق.

## وفاته
توفي شدراك في يوم الثلاثاء 5 آب/أغسطس عام 2025 بعد صراع مع المرض.

## روابط خارجية
- الحلقة السابعة والثمانون: شدراك يوسف .. شنغهاي أطلقه للشهرة .. والمراوغة سمته الفريدة، جريدة المدى